# Zamioculcas zamiifolia
Genre
Espèce
Classification phylogénétique
Zamioculcas zamiifolia est une espèce de plantes de la famille des Araceae ; c'est l'unique espèce du genre Zamioculcas. Elle est aussi appelée Plante ZZ, des initiales de son nom scientifique.

## Étymologie
Le nom générique est dérivé du genre Zamia (genre de Cycadales de la famille des Zamiacées), et de l'arabe qolqas (قلقاس, prononcé en arabe égyptien : [qolˈqæːs]), désignant le taro (Colocasia esculenta), une plante alimentaire tropicale cultivée pour son tubercule.
Le nom générique d'une autre Aracée, le Colocasia, est lui-même dérivé d'un mot kulkas ou kolkas, issu d'une langue du Moyen-Orient antique.
La référence au genre Zamia provient de la ressemblance avec les feuilles opposées de certaines espèces de ce genre de Cycadales ayant également des folioles vert sombre plus ou moins xéromorphes dont la forme rappelle celles du « ZZ ». Cette ressemblance superficielle est répétée dans l'épithète « zamiifolia » (à feuilles de Zamia).

## Distribution
C'est une plante tropicale originaire de Zanzibar, Tanzanie.

## Utilisation
Elle est cultivée comme plante d'intérieur, étant esthétique et facile à entretenir.

## Description

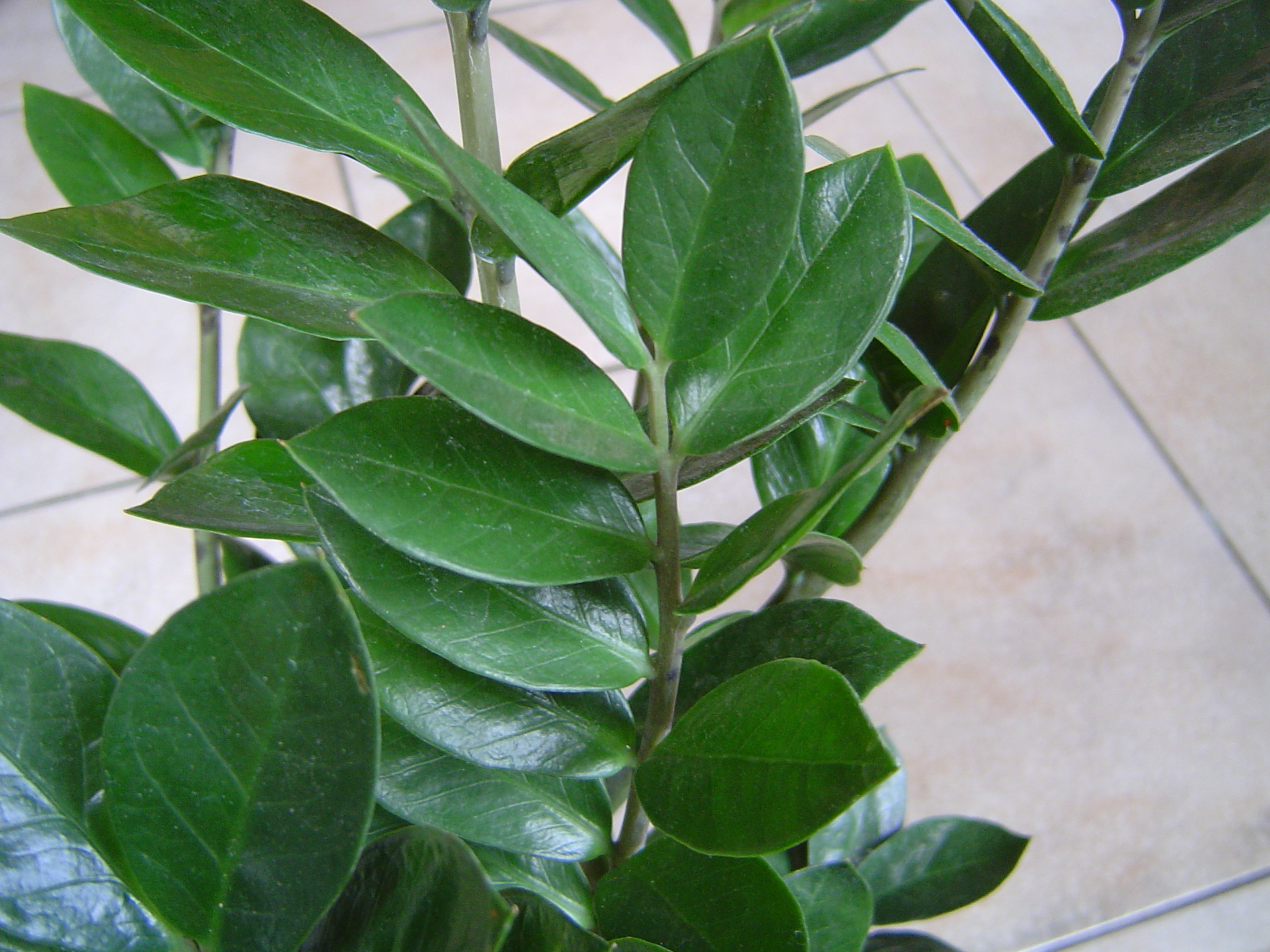
Détail des feuilles.

Elle mesure entre 30 cm et 1 m. Le zamioculcas est une plante vivace à feuillage persistant. Plante acaule, elle possède des feuilles charnues, épaisses et droites qui portent des folioles épaisses, luisantes, alternées et elliptiques. La croissance de la plante est très lente. Les fleurs sont rares et discrètes, elles sont vert pâle puis brunâtres à maturité (et se retournent alors vers le sol), entourées de spathes vertes. Les fleurs mesurent une dizaine de centimètres.

## Culture d'intérieur

### Usage
Cette plante est cultivée en tant que plante d'ornement pour ses feuilles belles et brillantes. En France, la plante se trouve facilement dans les grandes jardineries, les magasins d'ameublement ou les supermarchés. Elle peut être laissée à l'extérieur pourvu que la température ne baisse pas en dessous de 15 °C. Elle préfère une température comprise entre 18 et 26 °C. Une température chaude augmente la production de feuilles. Dans les régions tempérées, elle est cultivée en tant que plante d'intérieur. Le substrat utilisé doit être bien drainé et fertilisé, composé d'une part de fumier de bétail tannée, d'une part de sable de rivière lavé et d'une part de terre rouge.

### Entretien
La plante se porte mieux avec une lumière claire et indirecte mais peut se contenter d'un endroit peu éclairé. Elle a besoin d'une atmosphère humide, d'arrosages suffisamment espacés pour laisser sécher la terre. Elle ne supporte pas l'excès d'arrosage, car les tiges renflées conservent l'eau, si vous arrosez trop les tiges se ramollissent. Elle se multiplie par bouturage de feuille ou séparation des touffes.

### Zamioculcas
- (en) NCBI : Zamioculcas (taxons inclus)
- (en) GRIN : genre Zamioculcas  Schott (+liste d'espèces contenant des synonymes)

### Zamioculcas zamiifolia
- (en) Catalogue of Life : Zamioculcas zamiifolia (G.Lodd.) Engl. (consulté le 15 décembre 2020)
- (en) NCBI : Zamioculcas zamiifolia (taxons inclus)
- (en) GRIN : espèce Zamioculcas zamiifolia  (G. Lodd.) Engl.